# Az élet egy csoda
Az élet egy csoda (szerbül: Život je čudo / Живот је чудо) Emir Kusturica által rendezett, 2004-ben bemutatott abszurd realista szerb filmdráma, mely egy család életét és szétesését mutatja be a délszláv háború alatt. Szerbia nyugati részén, a Mokra Gora hegységben, az úgynevezett šargani nyolcas vasútvonalnál forgatták. 2005-ben César-díjat nyert, továbbá jelölték Arany Pálma-díjra is.

## Keletkezése
A cselekmény helye a Tara-hegységben létesített, a 2000-es évek elején múzeumvasútként való újjáépítés alatt álló šargani nyolcas keskeny nyomtávú vasútvonal. Több jelenet helyszíneként egy új vasútállomást is építettek a vonalon (Golubići, azaz Galambok).
A forgatás tizenhárom hónapon keresztül, szinte megszakítás nélkül tartott, 2002 márciusától 2003 áprilisáig. A kivételesen hosszú idő egyrészt a kedvezőtlen időjárási viszonyoknak volt köszönhető (hűvös nyár, kemény tél), másrészt annak, hogy Kusturica folyton változtatott a forgatókönyvön. A forgatás alatt egy Párizsból érkező, franciákból álló csoport is behatolt a helyszínre, hogy találkozhassanak Kusturicával. A rendező kedélyesen fogta fel a félbeszakítást, a franciák pedig később egy 27 perces rövidfilmet készítettek kalandjaikról Mister K címmel.
A mozifilm hossza 2 óra 32 perc, de készült egy hosszabb, ötórás változat is, melyet minisorozatként, hat részben vetítettek le a szerb tévében 2006 januárjában.
A film hozzájárult a vasútvonal hírnevének növeléséhez, a vonatok pedig megállnak a forgatás fő helyszínéül szolgáló Golubići állomáson, ahol a film egyes kellékei is láthatóak. A környék annyira megihlette Kusturicát, hogy a közeli Mecavnik-dombon később saját házat épített, majd köréje egy Drvengrad nevű néprajzi falut 19. századi szerb házakból, mely hamarosan turistalátványossággá vált.

## Cselekménye
1992-ben, a Szerbiát és Boszniát összekötő vasútvonal elkészülte után Luka vasúti mérnök családjával együtt Golubići állomásra költözik mint karbantartó. Felesége, Jadranka szellemileg instabil operaénekesnő, akinek nincs ínyére, hogy Belgrádból egy félreeső helyre kell költözzön; fiuk, Miloš pedig arról álmodozik, hogy az FK Partizanban fog játszani. Közben kitör a délszláv háború, melynek hatásai Golubićinál is érződnek (megölnek egy tanácselnököt, a háború elől menekülő medvék megtámadják az embereket), és bár Luka igyekszik figyelmen kívül hagyni az eseményeket, életük mind jobban felfordul: Milošt behívják katonának és hamarosan hadifogságba esik, Jadranka pedig kereket old egy zenésszel. Luka öngyilkosságot fontolgat, de egy ismerőse váratlan megoldást talál: Sabahát, egy gazdag bosnyák lányt hoz Lukához, akit hadifogolycsere alkalmával felajánlhatnak Milošért.
A harcok elérik Golubićit; éjjel-nappal lőnek, a vonatok hadifelszerelést szállítanak. Luka és Sabaha egy idő után egymásba szeretnek, és úgy döntenek, hogy hátrahagyják családjaikat és új életet kezdenek egy távoli helyen, azonban a lányt meglövik mikor át akarják úszni a Drinát, így fel kell adják magukat. A két szerelmest elszakítják egymástól, megtörténik a fogolycsere, és Luka Milošsal együtt hazatér Golubići állomásépületébe, ahol már várja őket a bomlott agyú Jadranka. Luka élete pokol lesz a családja mellett, és szerelmén sem tudja túltenni magát, így úgy dönt, hogy öngyilkos lesz, és a sínekre fekszik. A közeledő vonat azonban megáll, mert egy öszvér van a sínen. Luka ismét rátalál Sabahára, és együtt elmenekülnek az öszvéren.

## Díjak
Elnyerte:
- Közoktatás díja, Cannes-i fesztivál, 2004
- Közönségdíj, Melbourne-i Filmfesztivál, 2004
- César-díj az Európai Unió legjobb filmjének, 2005
- Golden Globe-díj a legjobb európai filmnek, 2005
- Legjobb balkáni film, Szófiai Filmfesztivál, 2005

Jelölve:
- Arany Pálma díj, Cannes-i fesztivál, 2004
- Arany Tüske díj, Valladolid Nemzetközi Filmfesztivál, 2004
- Arany Sas díj, 2005
- Zsorzs-díj, Orosz Nemzeti Díjátadó, 2005